# Roman Jasica
Roman Jasica (ur. 14 sierpnia 1925, zm. 12 października 1999 w Warszawie) – polski prawnik, doktor habilitowany nauk prawnych, specjalista prawa międzynarodowego publicznego, profesor nadzwyczajny Uniwersytetu Śląskiego (UŚ), w latach 1983-1986 dziekan Wydziału Prawa i Administracji UŚ, w latach 1992-1994 prezes Polskiego Czerwonego Krzyża.

## Życiorys
Na Wydziale Prawa i Administracji UŚ był zatrudniony w Katedrze Prawa Międzynarodowego Publicznego. W 1980 był jednym z założycieli NSZZ „Solidarność” Uniwersytetu Śląskiego. W okresie stanu wojennego pełnił funkcję dziekana Wydziału Prawa i Administracji i zasłużył się - jak podano na witrynie „Gazety Uniwersyteckiej UŚ” – „chroniąc studentów i pracowników”.
Był członkiem genewskiej komisji ONZ.
Przez wiele lat był działaczem Polskiego Czerwonego Krzyża, w latach 1992-1994 pełnił funkcję jego prezesa.
Zmarł po ciężkiej chorobie.

## Odznaczenia
26 marca 1999 prezydent RP Aleksander Kwaśniewski "za wybitne zasługi w działalności na rzecz Polskiego Czerwonego Krzyża" odznaczył go Krzyżem Oficerskim Orderu Odrodzenia Polski.

## Wybrane publikacje
- Informator o organizacjach międzynarodowych, do których Polska należy, Warszawa: Polski Instytut Spraw Międzynarodowych, 1960.
- Polska w Organizacji Narodów Zjednoczonych i w jej organizacjach wyspecjalizowanych : informator, Warszawa: Wydawnictwo Prawnicze, 1960.
- Problem wietnamski. Aspekty prawne i polityczne, Katowice: UŚ, 1977.
- Vereinte Nationen und humanitäres Völkerrecht. Rechtsentwicklung und Rechtsanwendung, Bochum: Brockmeyer, 1997.
- Wybór ważniejszych rezolucji Zgromadzenia Ogólnego Organizacji Narodów Zjednoczonych, Katowice: Uniwersytet Śląski, 1976.
- Zbiór konwencji wielostronnych dotyczących rybołówstwa morskiego i ochrony morskich zasobów biologicznych, Warszawa: Polski Instytut Spraw Międzynarodowych, 1962[5].